# Job 11
Job 11 es el undécimo capítulo del Libro de Job en la Biblia hebrea o el Antiguo Testamento del Cristianismo . El libro es anónimo; la mayoría de los estudiosos creen que fue escrito alrededor del siglo VI a. C. Este capítulo recoge el discurso de Zofar el naamatita (uno de los amigos de Job), que pertenece a la sección «Diálogo» del libro y comprende los versículos Job 3:1–Job 31:40.

## Texto
El texto original está escrito en lengua hebrea. Este capítulo se divide en 20 versículos.

### Testimonios textuales
Algunos manuscritos antiguos que contienen el texto de este capítulo en hebreo pertenecen al Texto masorético, que incluye el Códice de Alepo (siglo X) y el Codex Leningradensis (1008). Se encontraron fragmentos que contienen partes de este capítulo en hebreo entre los Rollos del Mar Muerto, incluyendo 4Q100 (4QJobb; 50–1 a. C.) con los versículos 15–17 conservados.

## Análisis
La estructura del libro es la siguiente:
- El prólogo (capítulos 1-2)
- El diálogo (capítulos 3-31)
- Los veredictos (32:1-42:6)
- El epílogo (42:7-17)

Dentro de la estructura, el capítulo 11 se agrupa en la sección Diálogo con el siguiente esquema:
- La maldición y el lamento de Job (3:1-26)
- Primera ronda (4:1-14:22)
  - Elifaz (4:1-5:27)
  - Job (6:1-7:21)
  - Bildad (8:1-22)
  - Job (9:1-10:22)
  - Zofar (11:1–20)
    - La postura fundamental de Zofar (11:1–6)
    - Las profundidades de Dios están más allá del conocimiento humano (11:7–12)
    - Un camino a seguir (11:13–20)

  - Job (12:1–14:22)
- Segunda ronda (15:1–21:34)
- Tercera ronda (22:1–27:23)
- Interludio: poema sobre la sabiduría (28:1–28)
- Resumen de Job (29:1–31:40)

La sección del diálogo está compuesta en formato poético con una sintaxis y gramática distintivas.
El capítulo 11 comienza con la presentación de Zofar, el tercer amigo de Job en hablar, seguida de la exposición de la postura fundamental de Zofar (versículos 2-6). Zofar argumenta que los seres humanos no pueden comprender las profundidades de Dios (versículos 7-12), pero cree que la recompensa llegará a los justos arrepentidos (versículos 13-20), y termina con una advertencia de que los malvados serán destruidos.

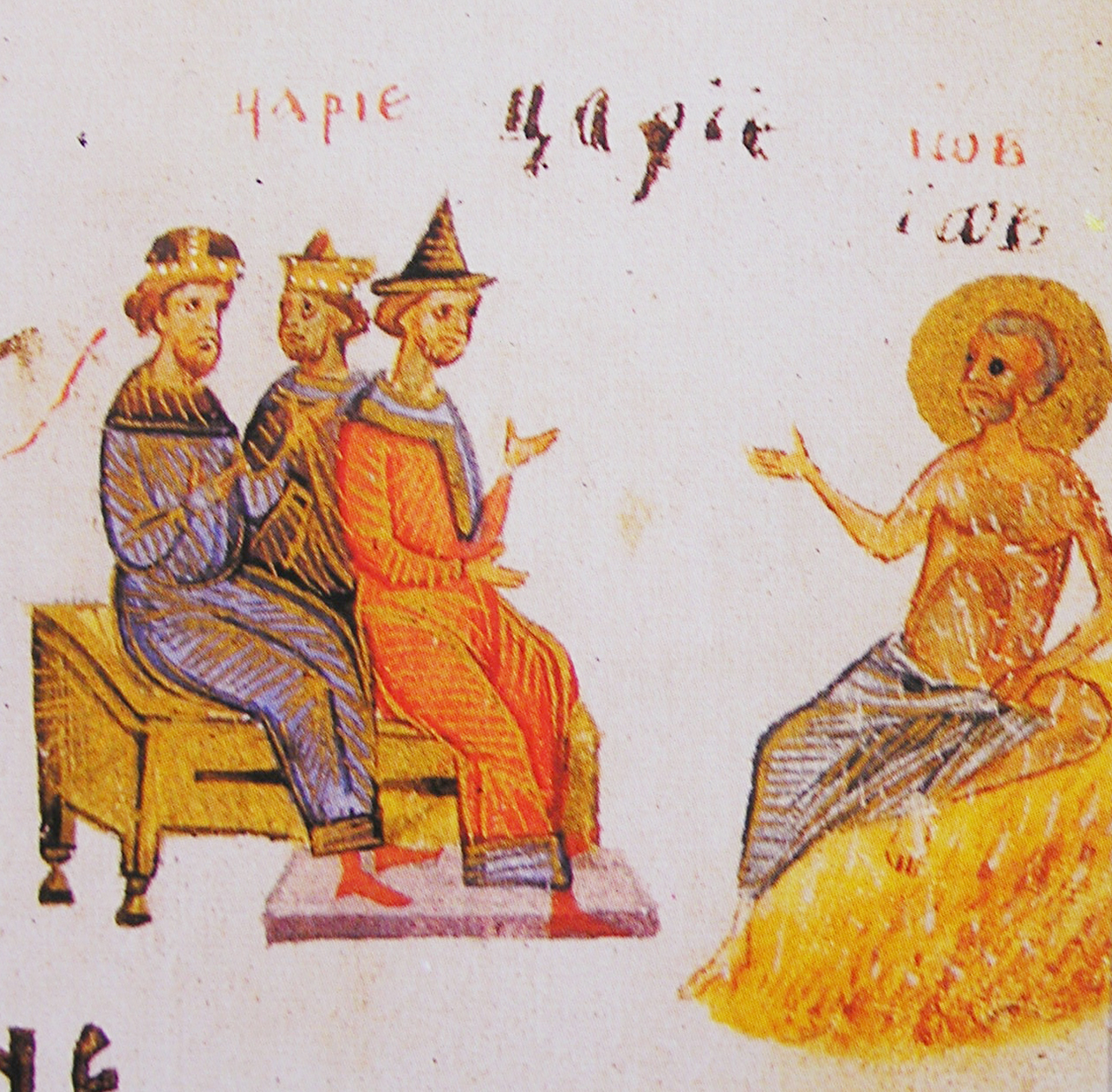
Ilustración de Job y sus amigos del Salterio de Kiev de 1397.

## La postura fundamental de Zofar (11:1–12)
Zofar cree que Job es un hombre lleno de palabras vacías y que debe ser silenciado y avergonzado, porque considera que cualquiera que proteste contra Dios se está burlando de Él. Las declaraciones de Zofar implican que la sabiduría de Dios es un secreto que se le oculta a Job, pero no a Zofar, por lo que este puede hablar en nombre de Dios (a pesar de no haber recibido ninguna revelación; versículos 5-6). Zofar se centra en la grandeza de Dios en la creación (al igual que Elifaz y Bildad al comienzo de sus discursos) para hablarle a Job sobre el castigo de los malvados, ya que Zofar percibe a Job como una persona sin valor y de mente vacía en contraste con la sabiduría de Dios (versículo 12).
Al final del libro (Job 42:7-8), se afirma que Zofar afirma erróneamente hablar en nombre de Dios, por lo que las palabras de Zofar son en realidad su propia opinión.

### Versículo 3
[Zofar dijo:] ¿Acaso tus palabras vacías harán callar a los hombres?
¿Y cuando te burlas, nadie te avergüenza?
- «Palabras vacías»: traducido de la palabra hebrea «baddim», que aparece seis veces, siempre en plural, en la Biblia hebrea (incluido en este versículo, Job 41:4 (textualmente cuestionable), Isaías 16:6; 44:25; Jeremías 48:30; 50:26) y puede traducirse como «palabras ociosas» o «balbuceo».[18][14]
- «Cállense»: o «guarden silencio»;[19] del verbo hebreo en forma Hiphil de la raíz estativa חָרַשׁ, «kharash» («callarse/sordera»).

## Zofar propone un camino a seguir (11:13–20)
En esta sección, Zofar muestra los resultados positivos (versículos 15-19) de varias condiciones (versículos 13-14) para ganarse el favor de Dios, y concluye con una advertencia sobre la destrucción de los malvados (versículo 20), basándose en su convicción de que Job es malvado. Muchas de las palabras de Zofar suenan verdaderas, pero no se aplican a las circunstancias de Job (porque en el prólogo, capítulos 1 y 2, se afirma que Job es inocente en este caso). En comparación con la idea de Elifaz de que el sufrimiento de Job puede ser un revés temporal, o con el intento de Bildad de distinguir los pecados más graves de los hijos de Job de los de su padre, Zofar insiste en que Job está saliendo bien parado, debido a su creencia de que el grado de sufrimiento es proporcional a la maldad de cada uno.

### Versículo 20
[Zofar dijo:] Pero los ojos de los impíos fallarán,
y no escaparán,
y su esperanza será como el aliento que se exhalan».
- «Fracasarán»: del verbo en hebreo כָּלָה, «kalah», que puede significar «fracasar, cesar, desvanecerse»; en este caso, «el desvanecimiento de los ojos», es decir, «la pérdida de la vista», «la pérdida de la vitalidad de la vida», lo que también indica «muerte inminente».[23]
- «El abandono del aliento»: o «el exhalar la vida».[24] Job afirmó que «sus días pasan sin esperanza» (Job 7:6), y aquí Zofar lo reformula de manera negativa para concluir su discurso (en contraste con las conclusiones más esperanzadoras de Elifaz en Job 5:25-26 y Bildad en 8:20-22).[25]

## Comentarios

### De la Iglesia católica

#### A todo el capítulo
Sofar es el tercero en tomar la palabra entre los amigos de Job. A diferencia de Elifaz, quien habló con cierto tacto apoyándose en visiones sobrenaturales, y de Bildad, que aunque fue más rudo apeló a la sabiduría de los antepasados, Sofar se muestra como el más duro de los tres. Su tono es severo: califica a Job de ignorante y hablador, sin mostrar compasión, y basa sus argumentos únicamente en razonamientos humanos. Puede considerarse el más racionalista del grupo. Su discurso parte de la seguridad con la que Job defiende su inocencia (v. 4; cf. 9,35) y responde con firmeza implacable.
El mensaje de Sofar es breve y directo. Comienza con una crítica sarcástica a la verbosidad de Job (vv. 1-4), sigue con una exaltación de la sabiduría divina que no deja impune la maldad (vv. 5-12), y concluye proponiendo una única vía de salida: que Job cambie su actitud, se arrepienta sinceramente y ruegue a Dios, con la esperanza de ser perdonado y bendecido nuevamente (vv. 13-20).

#### Al versículo 2
Sofar hace referencia a un principio de sabiduría popular repetido con frecuencia en el libro de los Proverbios: «En el mucho hablar no faltan culpas» (Pr 10,19; cf. también 13,3; 17,27). Este dicho, que advierte sobre los riesgos de hablar en exceso —pues con frecuencia puede encubrir la verdad—, es mal utilizado en este contexto. Al aplicarlo a Job, Sofar ignora su dolor y malinterpreta sus palabras como burla. Su actitud es acusatoria en todo caso: si Job guarda silencio, lo toma como confesión de culpa; si habla, lo acusa de charlatán. Así, aunque el texto no critique abiertamente a Sofar, se percibe que su juicio carece de justicia respecto a la situación de Job. Por eso, Gregorio Magno señala la hipocresía de esta postura en su comentario.

El valor de la ciencia se pierde cuando no se aplica con rectitud. En concreto, es cierto que el hombre locuaz no es justificado, pero no todo el que habla es charlatán. Esa sentencia verdadera, si sólo se aplica para condenar la virtud de los buenos, pierde su valor; y con frecuencia revierte contra quien la pronuncia.

#### Al versículo 12
Sofar, además de carecer de compasión ante el sufrimiento de Job, lo menosprecia como alguien incapaz de alcanzar la sabiduría. A diferencia de Elifaz, quien reconocía que la sabiduría podía revelarse a los hombres (cf. 4,12), o de Bildad, que confiaba en la enseñanza transmitida por los antepasados (cf. 8,8), Sofar niega toda posibilidad de comprensión para Job, tachándolo directamente de necio sin remedio.
La aplicación del proverbio que emplea resulta especialmente cruel, pues implica que Job está excluido de toda posibilidad de aprendizaje o corrección. Utiliza la imagen del onagro —el asno salvaje— para retratarlo, símbolo de rudeza y falta de domesticación, asociado a los ismaelitas, conocidos por su carácter indómito. Esta figura, junto con la del caballo y el mulo, representa la irracionalidad, reforzando la idea de que, para Sofar, Job es irrecuperable en términos de sabiduría.

#### A los versículos 18-19
La propuesta de Sofar, que presenta la tranquilidad y el descanso como resultado de una conducta recta, podría ser válida en otro contexto. Sin embargo, su planteamiento se basa exclusivamente en una lógica humana y simplista: da por hecho que la seguridad y el bienestar son una consecuencia directa del obrar del hombre. Esta visión ignora una verdad más profunda: la paz y la bendición no se obtienen por mérito propio, sino que son un don gratuito de Dios, que las concede según su voluntad, no como una retribución automática.